# Raymond Barbeau
Raymond Barbeau (Montréal, 27 giugno 1930 – Montréal, 5 marzo 1992) è stato uno scrittore e attivista canadese.
Fu uno dei primi militanti del movimento indipendentista del Québec.

## Biografia
Conseguì nel 1955 un dottorato presso l'Università di Parigi (la Sorbona). Nel 1957 fondò l'Alliance Laurentienne, una delle prime organizzazioni del XX secolo a favore di una repubblica indipendente del Québec, e fondò la sua rivista ufficiale Laurentie. Creò il movimento Les fils du Québec (letteralmente "I figli del Quebec") nel 1970.

## Opere
- J'ai choisi l'indépendance (1961)
- Le Québec est-il une colonie? (1962)
- La libération économique du Québec (1963)
- Le Québec bientôt unilingue? (1965)
- Oui au référendum. Procès de la Confédération (1977)
- Le Québec souverain, un pays normal (1978)